# El Campanario, San Miguel Mixtepec
El Campanario är en ort i Mexiko.   Den ligger i kommunen San Miguel Mixtepec och delstaten Oaxaca, i den sydöstra delen av landet, 400 km sydost om huvudstaden Mexico City. El Campanario ligger 1 908 meter över havet och antalet invånare är 141.
Terrängen runt El Campanario är huvudsakligen kuperad, men åt nordväst är den bergig. Terrängen runt El Campanario sluttar brant österut. Runt El Campanario är det ganska glesbefolkat, med 29 invånare per kvadratkilometer. Närmaste större samhälle är Zimatlán de Álvarez, 19,7 km nordost om El Campanario. I omgivningarna runt El Campanario växer i huvudsak blandskog.